# Gliese 3634

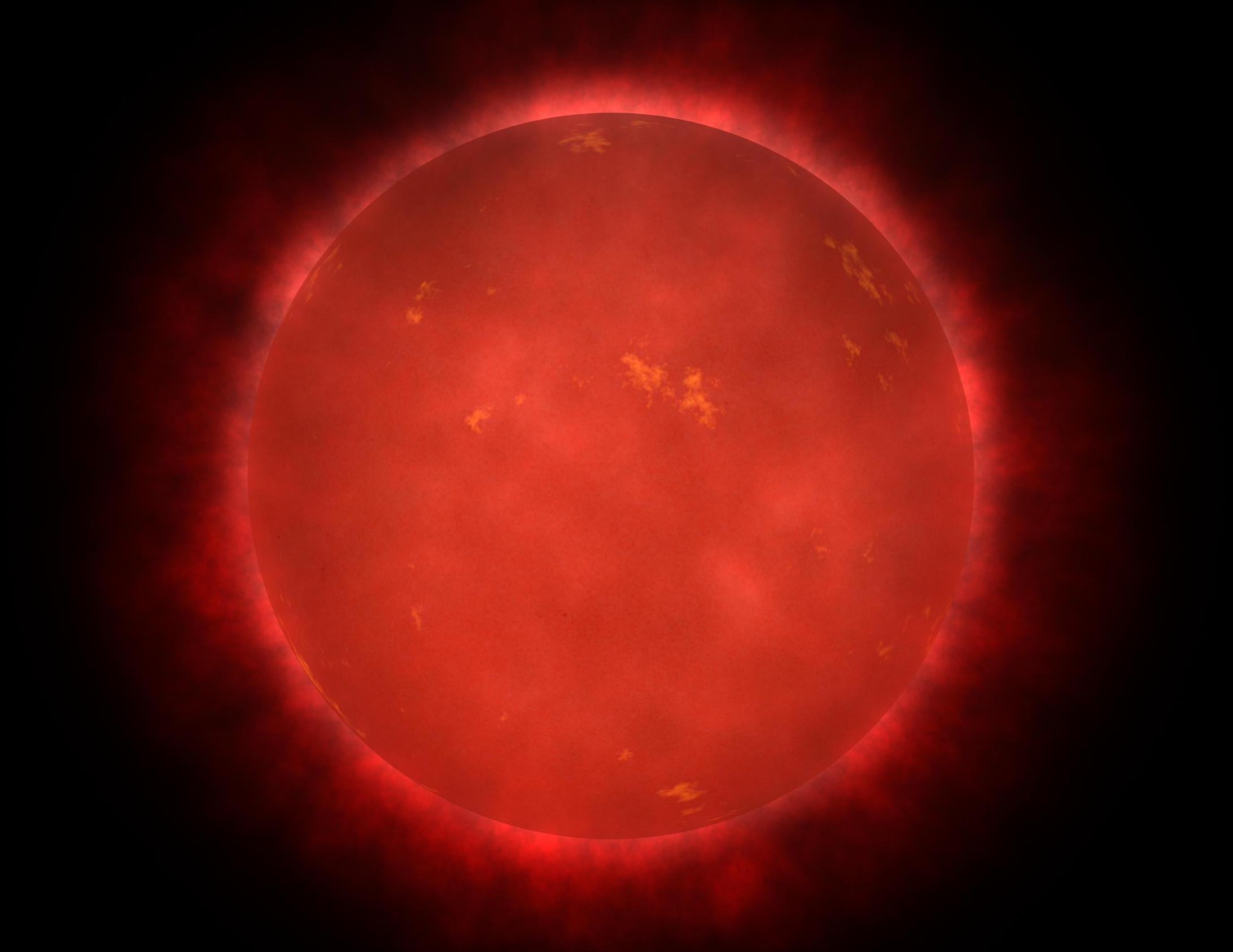
Imagem ilustrativa de Gliese 3634.

Gliese 3634 (também conhecida como GJ 3634) é uma estrela anã vermelha localizada na constelação de Hydra. Um planeta foi descoberto em sua órbita, Gliese 3634 b. GJ 3634 tem metade da massa e tamanho do Sol, e está estimada a ser pelo menos um bilhão de anos mais jovem, e está próxima da Terra, a uma distância de 19,8 parsecs (64,6 anos-luz). Foi alvo de astrônomos durante uma pesquisa de mais de seis anos sobre anãs vermelhas. Os astrônomos recentemente tiveram que mudar suas estratégias para procurar por planetas com órbitas extremamente curtas para que eles pudessem diminuir os candidatos que transitavam ou cruzavam em frente das estrelas hospedeiras como visto da Terra. A superterra GJ 3634 b foi o primeiro planeta descoberto usando esta nova estratégia. O planeta foi confirmado usando Espectroscopia Doppler, ou pela observação e extrapolação de dados de um Efeito Doppler gravado na luz da estrela, porém observações feitas mais tarde revelaram nenhum padrão de trânsito. O planeta foi publicado pelos seus descobridores em 8 de fevereiro de 2011.